# Joël Champagne
Joël Champagne (né le 24 janvier 1990 à LaSalle dans la province de Québec au Canada) est un joueur professionnel canadien de hockey sur glace. Il a atteint le plateau des 200 matchs dans la LHJMQ avec 4 équipes.

## Biographie
En 2008, il est repêché par les Maple Leafs de Toronto.
En 2009-2010, il dépasse le plateau des 200 match en saison régulière dans la LHJMQ.
Il a participé au Trophée européen 2010 avec l'EC Red Bull Salzbourg.
Le 9 janvier 2015, lors de la rencontre entre Amiens et Chamonix, il est l'auteur d'un triplé, permettant ainsi à Amiens de s'imposer 6-3 .
En 2019, Joël Champagne est le capitaine des Brûleurs de loups de Grenoble. En finale, ils rencontrent les Dragons de Rouen. Les grenoblois commencent la série en gagnant les deux premiers matchs sur le même score de 3-2 sur la glace de Rouen. Puis les Dragons remportent le troisième et le quatrième match 2-1 puis 1-0 à Grenoble. De retour à l’Île Lacroix, Rouen prend l'avantage en battant les Brûleurs de Loups en tirs de fusillade 4-3. Grenoble, qui est dos au mur, réagit sur sa glace et gagne le sixième match 4-1. Le dernier match de la série est remporté par les grenoblois 2-1 qui sont sacrés champions de France, le 7e de l'histoire du club et intervient après 10 années d'absence .
En mars 2023, Champagne annonce son intention de prendre sa retraite à la fin de la saison.

## Palmarès
- Championnat de France :
  - Champion (2) : 2019 et 2022
- Coupe de France :
  - Vainqueur (1) : 2023

## Statistiques de carrière
| Saison    | Équipe                            | Ligue            |    | Saison régulière | Saison régulière | Saison régulière | Saison régulière | Saison régulière |    | Séries éliminatoires | Séries éliminatoires | Séries éliminatoires | Séries éliminatoires | Séries éliminatoires |
| Saison    | Équipe                            | Ligue            | PJ | B                | A                | Pts              | Pun              | PJ               | B  | A                    | Pts                  | Pun                  |                      |                      |
| 2006-2007 | Saguenéens de Chicoutimi          | LHJMQ            | 62 | 6                | 16               | 22               | 51               | 4                | 0  | 0                    | 0                    | 6                    |                      |                      |
| 2007-2008 | Saguenéens de Chicoutimi          | LHJMQ            | 70 | 18               | 22               | 40               | 45               | 6                | 1  | 1                    | 2                    | 6                    |                      |                      |
| 2008-2009 | Saguenéens de Chicoutimi          | LHJMQ            | 28 | 10               | 11               | 21               | 34               | -                | -  | -                    | -                    | -                    |                      |                      |
| 2008-2009 | Rocket de l'Île-du-Prince-Édouard | LHJMQ            | 24 | 14               | 26               | 40               | 18               | 3                | 0  | 1                    | 1                    | 4                    |                      |                      |
| 2009-2010 | Rocket de l'Île-du-Prince-Édouard | LHJMQ            | 36 | 18               | 25               | 43               | 32               | -                | -  | --                   | -                    | -                    |                      |                      |
| 2009-2010 | Tigres de Victoriaville           | LHJMQ            | 29 | 20               | 16               | 36               | 15               | 16               | 7  | 6                    | 13                   | 16                   |                      |                      |
| 2010      | EC Red Bull Salzbourg             | Trophée européen | 5  | 0                | 1                | 1                | 0                | -                | -  | -                    | -                    | -                    |                      |                      |
| 2010-2011 | Remparts de Québec                | LHJMQ            | 68 | 24               | 58               | 82               | 47               | 18               | 11 | 9                    | 20                   | 16                   |                      |                      |
| 2011-2012 | Admirals de Milwaukee             | LAH              | 55 | 6                | 6                | 12               | 20               | 1                | 0  | 0                    | 0                    | 0                    |                      |                      |
| 2011-2012 | Cyclones de Cincinnati            | ECHL             | 6  | 5                | 3                | 8                | 4                | -                | -  | -                    | -                    | -                    |                      |                      |
| 2012-2013 | Royals de Reading                 | ECHL             | 68 | 18               | 31               | 49               | 34               | 21               | 3  | 5                    | 8                    | 12                   |                      |                      |
| 2013-2014 | Braehead Clan                     | EIHL             | 58 | 27               | 45               | 72               | 72               | 4                | 4  | 5                    | 9                    | 7                    |                      |                      |
| 2014-2015 | Gothiques d'Amiens                | Ligue Magnus     | 26 | 14               | 16               | 30               | 40               | 8                | 1  | 5                    | 6                    | 30                   |                      |                      |
| 2015-2016 | Gothiques d'Amiens                | Ligue Magnus     | 26 | 16               | 26               | 42               | 38               | 5                | 1  | 2                    | 3                    | 18                   |                      |                      |
| 2016-2017 | Gothiques d’Amiens                | Ligue Magnus     | 43 | 21               | 27               | 48               | 62               | 5                | 3  | 4                    | 7                    | 4                    |                      |                      |
| 2017-2018 | Brûleurs de loups de Grenoble     | Ligue Magnus     | 44 | 27               | 29               | 56               | 52               | 17               | 6  | 7                    | 13                   | 14                   |                      |                      |
| 2018-2019 | Brûleurs de loups de Grenoble     | Ligue Magnus     | 44 | 16               | 44               | 60               | 88               | 15               | 4  | 9                    | 13                   | 12                   |                      |                      |
| 2019-2020 | Brûleurs de loups de Grenoble     | Ligue Magnus     | 39 | 21               | 34               | 55               | 50               | 4                | 3  | 3                    | 6                    | 2                    |                      |                      |
| 2020-2021 | Brûleurs de loups de Grenoble     | Ligue Magnus     | 22 | 6                | 18               | 24               | 20               | -                | -  | -                    | -                    | -                    |                      |                      |
| 2021-2022 | Brûleurs de loups de Grenoble     | Ligue Magnus     | 42 | 17               | 20               | 37               | 28               | 10               | 5  | 5                    | 10                   | 4                    |                      |                      |
| 2022-2023 | Brûleurs de loups de Grenoble     | Ligue Magnus     | 44 | 17               | 28               | 45               | 81               | 15               | 0  | 10                   | 10                   | 8                    |                      |                      |